# Együtt Nagyasszonyunk Dicsőségére házasközösségek
Az Equipes Notre-Dame (Szűzanya csoportjai, rövídtve: E.N.D.) katolikus házastársi mozgalom olyan katolikus lelkiség, amely a római katolikus egyház tanítását vallva céljának tekinti a házasságok, családok lelki támogatását.

## Története
A lelkiség 1938-ban keletkezett Párizsban, a Notre Dame-templomhoz tartozó fiatal házasok kis csoportjából, akik – Henri Caffarel apát vezetésével – havonta találkoztak. Úgy gondolták, ha megosztják nehézségeiket, kérdéseiket, gondjaikat, örömeiket, ha közösen elmélkednek a házasságról, és olyan közösséget alkotnak, ahol önzetlenül egymást segítik, könnyebben haladhatnak az életszentség útján. Az első összejövetelt 1939. február 25-én tartották Párizsban. Így születtek az END-közösségek, csoportok, melyeket Szűz Mária oltalma alá helyeztek. A mozgalom gyorsan terjedni kezdett, először Európában, majd az egész világon. 1947. december 8-án kartában fektették le az END alapelveit, mely dokumentumot a mozgalom alapító oklevelének lehet tekinteni. 2006-ra 50 000 házaspár vett részt benne 10 000 csoportban, 57 országban. A Laikus Pápai Tanács 1992. április 19-én dekrétumban ismerte el az END-t, mint a hívők pápai jogú nemzetközi, jogi személyiséggel ellátott magán egyesületét, és Státuszát ad experimentum jóvá-, 2002. július 26-án pedig véglegesen helybenhagyta.
Magyarországon a rendszerváltással jelentek meg az első csoportok. Magyarországon illetve Erdélyben 24 magyar nyelvű csoport működik, Déván, Budapesten, Dunaharasztin, Debrecenben, Vácon és Gyömrőn. Az egyes csoportok, régiók önállóak, nemzetközi szinten azonban rendszeres a felelősök tapasztalatcseréje. Hatévente pedig valamennyi tag részvételével úgynevezett nagyzarándoklatot és találkozót rendeznek.

## Tevékenysége
Legkevesebb három házaspár alkothat egy közösséget, de hat családnál többen már új csoportot hoznak létre. A házaspárok és egy kísérő pap havonta találkozik, minden alkalommal más otthonában. Az összejövetel  lehetőség szerint a gyerekek jelenléte nélkül zajlik.
A találkozók menetrendje:
- Közös étkezés
- Megosztás
- Imádság
- Téma
- Megosztás a „sarkalatos pontokról”

A közös vacsora után megosztják életük fontos eseményeit, együtt imádkoznak, majd egy olyan szabadon választott témában cserélnek gondolatot, amely valahogyan mindig a házassághoz kapcsolódik – lehet ez a bizalom, kommunikáció, konfliktuskezelés, megbocsátás, gyermeknevelés, közelség-távolság a házasságban, a tágabb családhoz fűződő viszony, fogyasztói társadalom és evangéliumi szegénység, a család zártsága – nyitottsága, hűség stb. Nagy súlyt fektet a mozgalom a közös imádkozásra és a kölcsönös lelki segítségre. Ez utóbbi a közösségek találkozóin a megosztás formájában jelenik meg. A megosztás kiegészíti a mindennapi életről folytatott tapasztalatcserét.
A mozgalomnak van egy sajátos kidolgozott pedagógiája is, egy eszköztára, amelynek segítségével a megbeszélt elméleteket át tudják ültetni az életükbe. Ezek az ún. sarkalatos pontok, amelyek a következők:
- napi személyes imádság,
- napi Szentírás-olvasás,
- naponta közös házastársi illetve családi ima,
- konkrét cél, „életszabály” kitűzése (ez egyfajta „regula”, apró, konkrét törekvések összessége, melyekkel naponta igyekeznek a házastársak egymás kedvében járni és havonta megvizsgálják, sikerült-e teljesíteni),
- havonta egy alkalommal egy mélyebb, komolyabb beszélgetés a házastárssal (ez az ún. „éberség órája”),
- éves lelkigyakorlat.

Lelkipásztor is tartozik a lelkiséghez. A pap aktívan, mégis diszkréten és tartózkodóan van jelen. Személyes elfoglaltságaitól függően vesz részt a csoport valamennyi tevékenységében. A pap irányítóan vesz részt az imában. Ugyanakkor abban is segíti a házaspárokat, hogy megértsék és megéljék a szexualitás emberi, illetve keresztény értékeit.
A havi összejövetelek mellett minden csoport részt vesz a mozgalom életében (régiós találkozók, táborok, lelkigyakorlatok, kereszt-találkozók) és az Egyház, illetve plébániaközösség életében. A házas csoportok sok tagja vezet jegyesoktatást és házasságra előkészítő tanácsadást.